# Saint-Carné
Saint-Carné är en kommun i departementet Côtes-d'Armor i regionen Bretagne i nordvästra Frankrike. Kommunen ligger i kantonen Dinan-Ouest som tillhör arrondissementet Dinan. År 2022 hade Saint-Carné 1 140 invånare.

## Befolkningsutveckling
Antalet invånare i kommunen Saint-Carné
Referens:INSEE